# Демир-Капія (община)
Общи́на Деми́р-Капія́ (мак. Општина Демир Капија) — община в Північній Македонії. Адміністративний центр — місто Демир-Капія. Розташована в центральній частині Македонії у складі Вардарського регіону з населенням 4 545 осіб, які проживають на площі — 311,06 км².

## Населені пункти
| №  | Населений пункт | Населення, осіб (2002) |
| -- | --------------- | ---------------------- |
| 1  | Барово          | 10                     |
| 2  | Бесвиця         | 18                     |
| 3  | Бистренці       | 364                    |
| 4  | Демир-Капія     | 3275                   |
| 5  | Дрен            | 94                     |
| 6  | Клисура         | 3                      |
| 7  | Корешниця       | 382                    |
| 8  | Кошарка         | 22                     |
| 9  | Прждево         | 235                    |
| 10 | Челевець        | 52                     |
| 11 | Чифлик          | 90                     |

| Північна Македонія | Це незавершена стаття з географії Північної Македонії. Ви можете допомогти проєкту, виправивши або дописавши її. |